# Стручков, Александр Фёдорович
Стручков Александр Фёдорович
Родился 24 октября 1950 года на станции Каульжурск в Казахстане. Является директором издательства «Московский писатель».
В юности жил и учился в Новотроицке и Оренбурге, где получил образование в области журналистики. 22 года проработал в партийной прессе.
С 1989 года работает в издательстве «Московский писатель». В 1996 году занял должность генерального директора. С 1992 года также является директором серии книг «Вся Россия» в 89 томах и «Всемирной библиотеки поэзии и прозы» в 100 томах, известной как «Библиотека В. С. Черномырдина». Является членом Союза писателей России.
За свою деятельность был удостоен многих престижных наград, включая Пушкинскую премию «Капитанская дочка», Всероссийскую литературную премию имени М. А. Шолохова, Большую литературную премию России и другие.
В настоящее время проживает в Москве.